# Hauke Lange-Fuchs
Hauke Lange-Fuchs (* 30. Mai 1934 in Kiel; † 27. November 2019) war ein deutscher Rechtsanwalt und Autor.

## Leben
Lange-Fuchs studierte Rechtswissenschaften. Danach belegte er ab 1956 zusätzlich zum Hauptfach noch Politikwissenschaften, Schwedisch und verschiedene Filmseminare an der Universität Kiel. Dadurch kam er in Kontakt zu verschiedenen skandinavischen Filmemachern und schrieb für die Kieler Nachrichten Filmkritiken. Nach seiner Promotion in Jura war Lange-Fuchs als Rechtsanwalt tätig. Des Weiteren engagierte er sich in seiner Freizeit zunehmend für die Nordischen Filmtage in Lübeck. Als Moderator des Festivals präsentierte und interviewte er die eingeladenen Filmemacher auch fließend auf Schwedisch, Dänisch, Norwegisch und Englisch. Er galt als ein wichtiger Förderer des nordischen sowie insbesondere des norwegischen Films (und des skandinavischen Kinder- und Jugendfilms), nicht zuletzt durch die alljährlichen Nordischen Filmtage in Lübeck. Lange-Fuchs war dort bei der künstlerischen Leitung des Festivals und der Auswahl der Filme für das Festivalprogramm beteiligt und galt zudem als ein wichtiges Mitglied des Führungsstabes. Denn Lange-Fuchs hatte zahlreiche Bücher und Schriften zum skandinavischen Film veröffentlicht.

## Bibliografie
- Nordlichtbilder. Kinder- und Jugendfilme aus dem Norden Europas. Kinder- und Jugendfilmzentrum in der Bundesrepublik Deutschland, Remscheid 1979
- Redaktion: Der Zweite Weltkrieg im skandinavischen Film. Retrospektive anlässlich der XXII Nordischen Filmtage Lübeck, 1980. Roloff & Seesslen, Schondorf/Ammersee 1980
- mit Linde Fröhlich: Kinder- und Jugendfilme aus Skandinavien. XXIII. Nordische Filmtage Lübeck. Dokumentation zum Sonderprogramm. Zentrum Jugendamt der Hansestadt Lübeck 1981
- mit Bernd Plagemann und Hans-Gerd Kästner: Von Angesicht zu Angesicht – Liv Ullmann. Eine Dokumentation zur Retrospektive der 26. Nordischen Filmtage Lübeck vom 1. bis 4. November 1984. Veröffentlichungen des Senats der Hansestadt Lübeck, Amt für Kultur, Reihe B, Band 3, Lübeck 1984
- Die Filme der nordischen Filmtage. Filmografie. Senat der Hansestadt Lübeck, Amt für Kultur Lübeck 1984
- Swinging Scandinavia. Der skandinavische Musikfilm von Zarah bis Zoff. Materialien zur Retrospektive. Nordische Filmtage, Lübeck 1985
- Peter Weiss und der Film. Eine Dokumentation zur Retrospektive der 28. Nordischen Filmtage Lübeck vom 30. Oktober bis 2. November 1986. Senat der Hansestadt Lübeck 1986
- Ingmar Bergman. Die großen Kinofilme. Eine Dokumentation. Amt für Kultur der Hansestadt Lübeck 1988
- mit Hauke Lange-Fuchs, Per Haddal, Ebbe Iversen und Helena Ylänen: Filmretrospektive Heimat. Dokumentation. Nordische Filmtage, Lübeck 1989
- mit Michael Lachman, Gudlaugur Bergmundsson und Vidar Vikingsson: Filmland Island. Dokumentation. Nordische Filmtage, Lübeck 1991
- Jørgen Roos. Ein Leben als Dokumentarist. Dokumentation. Nordische Filmtage, Lübeck 1992
- mit Michael Lachmann: Film in Skandinavien. 1945-1993. Dänemark – Finnland – Island – Norwegen – Schweden, Henschel, Berlin 1993, ISBN 978-3-89487-178-9
- As time goes by. Skandinavische Kino-Hits aus den Gründerjahren der Nordischen Filmtage. Dokumentation. Nordische Filmtage, Lübeck 1993
- Die Geburt des Kinos: kommentierte Bibliografie und Filmografie. Bundesverband Jugend und Film, Frankfurt am Main 1994, ISBN 978-3-89017-143-2
- Der Kaiser, der Kanal und die Kinematographie: Begleitheft zur Ausstellung im Landesarchiv Schleswig-Holstein. Landesarchiv Schleswig-Holstein, Schleswig 1995, ISBN 978-3-931292-42-3
- „Vom Film verstehe ich nichts“ Knut Hamsuns Werke im Film. Dokumentation. Nordische Filmtage, Lübeck 1996 ISBN 3-924214-47-6
- mit Ebbe Iversen und Michael Lachmann: „Ich habe einen Plaan!“ Die Olsen-Bande. Slapstick-Komik zwischen Klamauk und Subversion. Dokumentation. Nordische Filmtage, Lübeck 1997 ISBN 3-924214-48-4
- Johann Wolfgang von Goethe – Literaturverfilmungen. Inter Nationes, München 1999
- Nordische Morde. Skandinavische Thriller im Film. Dokumentation. Nordische Filmtage, Lübeck 2000, ISBN 978-3-92421-451-7
- Jan Troell. Poet mit der Kamera. Dokumentation 43. Nordische Filmtage Lübeck 2001. Verlag Schmidt-Römhild, Lübeck 2001, ISBN 978-3-7950-1244-1
- mit Annika Gustafsson, Ebbe Iversen und Helena Ylänen: Amazonen des Films. Durchs weibliche Objektiv gesehen. Regisseurinnen aus dem Norden. Verlag Schmidt-Römhild, Lübeck 2002, ISBN 978-3-7950-1250-2
- mit Jørn Rossing Jensen: Film-Mogule. Der Produzent, das unbekannte Wesen. Vier Filmproduzenten aus Skandinavien. Verlag Schmidt-Römhild, Lübeck 2003
- Original & Remake. Verlag Schmidt-Römhild, Lübeck 2004, ISBN 978-3-7950-1266-3
- Filmland Norwegen: 1905 – 2005: 100 Jahre Film und Kino in Norwegen. Verlag Schmidt-Römhild, Lübeck 2005, ISBN 978-3-7950-1271-7
- 100 Jahre Nordisk Film. 1906 – 2006. Verlag Schmidt-Römhild, Lübeck 2008, ISBN 978-3-7950-1275-5

## Ehrungen
Für „die Förderung der kulturellen Beziehungen zwischen Norwegen und Deutschland“ wurde ihm auf den 59. Internationalen Filmfestspielen in Berlin im Februar 2009 der Königlich-Norwegische Verdienstorden verliehen und er wurde zum Ritter 1. Klasse ernannt.